# Crashdïet
Crashdïet er et svensk glam rock-band bestående af fire fyre fra Stockholm. Deres navn stammer ikke fra Guns N' Roses-sangen Crashdiet.[kilde mangler]

## Historie
Crashdïet blev dannet i 2000 med David Hellman a.k.a. Dave Lepard i spidsen. I 2002 gik bandet dog hver til sit efter interne stridigheder. Frontmand Dave Lepard fandt dog hurtigt nye musikere og denne nye line-up udgav deres første album, Rest In Sleaze i 2005.
Crashdïet lagde ud med at udgive sange fra deres hjemmeside, som kunne downloades af alle. Fra de få demoer de havde fik de hurtigt opbygget en fast fanskare, og tilstrømningen voksede støt.[kilde mangler]
Bandet blev hurtigt ekstremt populært blandt sleaze- og glam metal-fans, og har fået æren for genoplivningen af de nævnte musikgenrer.[kilde mangler]
Dave Lepard begik selvmord i januar 2006 og finske Olliver Twisted blev ny forsanger. I oktober 2007 udgav bandet "The Unattractive Revolution" og støttet af singlen "In the Raw," kom den op på en 11 plads på den svenske album hitliste.
Men lykken varede ikke ved og Olliver forlod bandet d. 13 juli 2008. Det kom senere frem i et interview med sleazemetal.dk at Olliver blev smidt ud fordi han ikke vil binde sig til et band.[kilde mangler] I dag er Olliver forsanger i finske Reckless Love som han også var forsanger for inden han kom til Crashdiet.
Den 13 juli 2009 meddelte bandet at Simon Cruz fra Stockholm ville blive deres nye forsanger og de ville udgive et studiealbum d. 14 april 2010 med titlen Generation Wild.[kilde mangler] Den 28 februar 2010 udkom første single som var titelnummeret "Generation Wild".
Simon Cruz var tidligere forsanger i Jailbait fra Sverige.

## Medlemmer
- Simon Cruz – vokal, guitar
- Martin Sweet – guitar
- Peter London – bas
- Eric Young – trommer

### Tidligere medlemmer
- Dave Lepard – Vokal, guitar (2000-2006)
- H. Olliver Twisted – Vokal (2007-2008)

## Diskografi

### Studiealbum
- 2005: Rest In Sleaze
- 2007: The Unattractive Revolution
- 2010: Generation Wild
- 2013: The Savage Playground
- 2019: Rust

### Ep'er
- 2003: Crashdïet

### Dvd'er
- 2007: Rest In Sleaze Tour 2005
- 2009: The Unattractive Revolution Tour 2007

### Singler
- 2005: "Riot in Everyone"
- 2005: "Riot In Everyone / Out Of Line"
- 2005: "Knokk 'Em Down"
- 2005: "Breakin' The Chainz"
- 2007: "In the Raw"
- 2008: "Falling Rain"
- 2010: "Generation Wild"
- 2012: "Cocaine Cowboys"
- 2013: "California"
- 2018: "We Are Legion"
- 2019: "Reptile"